# Brian Van't Hul
Brian Van't Hul é um especialista em efeitos visuais estadunidense. Venceu o Oscar de melhores efeitos visuais na edição de 2006 por King Kong, ao lado de Christian Rivers, Richard Taylor e Joe Letteri.